# Odontotrypes taurus
Odontotrypes taurus är en skalbaggsart som beskrevs av Antoine Boucomont 1905. Odontotrypes taurus ingår i släktet Odontotrypes och familjen tordyvlar. Inga underarter finns listade i Catalogue of Life.